# Monte Tremalzo
Der Monte Tremalzo liegt in der Gebirgsgruppe Gardaseeberge südlich vom Ledrosee und markiert die Grenze zwischen der Autonomen Provinz Trient (Region Trentino-Südtirol) und der Provinz Brescia (Lombardei).
Ausgangspunkt für eine Besteigung ist das Rifugio Garda. Man erreicht die Hütte von Norden über den Tremalzopass auf einer asphaltierten Bergstraße, die im Ledrotal am Lago d’Ampola beginnt. Der Bergwanderer erreicht den Gipfel in 45 Minuten über einen im oberen Teil ausgesetzten Bergpfad.
Der Gipfel bietet Ausblicke: im Norden auf den nahen Ledrosee, im Westen auf die Adamellogruppe und im Südosten zum Gardasee.